# Teofan Wyznawca
Teofanes Wyznawca, Teofanes Homologetes, również Teofanes Confessor, cs. Prepodobnyj Fieofan, ispowiednik Sigrianskij, naczertannyj (ur. ok. 760 w Konstantynopolu, zm. 817 lub 818) – bizantyjski duchowny, historyk, kronikarz oraz święty katolicki i prawosławny.

## Życiorys
Teofanes przyszedł na świat około 752 roku w znakomitej rodzinie spokrewnionej z macedońską dynastią cesarzy bizantyńskich. Poślubił córkę konstantynopolitańskiego patrycjusza, po kilku latach małżonkowie porzucili jednak życie świeckie i wstąpili do klasztorów. Teofanes założył w 786 roku w Azji Mniejszej klasztor świętego Agrosa (tú megálu Agrú) koło Sigrane, między miastem Kyzikos a ujściem rzeki Ryndakos. W okresie walk ikonoklastycznych Teofan opowiedział się po stronie kultu ikon. Po dwóch latach więzienia i nieudanych próbach przeciągnięcia Teofanesa na stronę ikonoklastów, cesarz Leon V Armeńczyk zdecydował się na zesłanie go na wyspę Samotraki, gdzie Teofan zmarł w roku 818. Jako nieugięty obrońca kultu ikon zyskał sobie przydomek Wyznawcy (Homologetes) i został wyniesiony na ołtarze jako święty.

## Twórczość
Teofanes jest autorem obszernej Kroniki (Chronografía) napisanej pomiędzy 810 a 814 rokiem, stanowiącej kontynuację kroniki Jerzego Synkelosa (zm. 810). Na prośbę umierającego Synkelosa Teofanes podjął wątek, tam gdzie jego przyjaciel urwał swoją narrację, od objęcia władzy przez cesarza Dioklecjana w 284 roku i doprowadził swoją kronikę do roku objęcia władzy przez cesarza Leona V w 813 roku. Teofanes nie był obiektywny, nie miał ani głębokiej kultury umysłowej, ani wyczucia historycznego, niemniej jego kronika ma ogromne znaczenie dla badaczy VII i VIII wieku zawiera bowiem bardzo cenne informacje z dziejów Bizancjum w VII i VIII w., w tym także m.in. wiele informacji dotyczących, Hunów, Turków i ekspansji pierwszego państwa bułgarskiego na Półwyspie Bałkańskim.
Kronika posiada układ annalistyczny. Wszystkie kolejne lata poczynając od narodzin Chrystusa rozpoczynają się tablicą z wymienionymi równolegle datami: rokiem od narodzenia Chrystusa, kolejnym rokiem panowania cesarza bizantyńskiego, władcy perskiego, kalifa arabskiego, pontyfikatu papieża i czterech patriarchów (Konstantynopola, Jerozolimy, Aleksandrii i Antiochii). Opracowany przez Teofanesa system chronologiczny stanowi podstawę dla datowania wydarzeń tych dwóch stuleci historii bizantyńskiej, z tym zastrzeżeniem, że jest o rok za wczesny dla lat 6102-6206 (609/10-713/14 po Chr.) i 6219-6265 (726/27-772/73 po Chr.). Idąc za przykładem Synkelosa Teofanes posługuje się dla określenia roku erą aleksandryjską, której początek oznacza na 1 września 5493 roku przed Chr. Zaznacza też początek każdej indykcji, choć nie numeruje jej kolejnych lat.
Przy pisaniu swej Kroniki Teofanes posłużył się różnorodnymi materiałami, zebranymi prawdopodobnie jeszcze przez Synkelosa, a obecnie zaginionymi. Dla opisu IV i V stulecia posłużył pracami Sokratesa Scholastyka, Sozomena i Teodoreta, z których korzystał za pośrednictwem Eklogi Teodora Anagnosty. Dzieje stuleci od V do VII oparł na dziełach Priskosa, Prokopiusza z Cezarei, Agatiasza Scholastyka, Jana Malalasa, Jana Epifanijczyka, Teofilakta Symokatty, Jerzego Pizydesa i Nicefora Patriarchy. Ostatnia część jego dzieła obejmująca stulecia VII, VIII i początek IX oparta została na zaginionych źródłach historycznych: Wielkim Kronikarzu, dziele z końca VIII wieku, stołecznej Kronice konstantynopolitańskiej i ustnych przekazach.
Upatrując swoich czytelników wśród mnichów Teofanes napisał Kronikę wprawdzie koine literacką ze sporą jednak przymieszką słownictwa i składni języka mówionego. Obok klasycznych form attyckich, zdarzają mu się więc opuszczanie lub nadużywanie augmentu w czasach historycznych, niekonsekwentne reduplikacje w systemie perfektywnym, użycie słownictwa klasycznego we współczesnym mu znaczeniu. Wprowadza neologizmy – czasowniki zakończone na -izo, myli się w rekcji przyimków, stosuje czasowniki opisowe czasu przyszłego, typu „mam pisać” zamiast klasycznego „napiszę”, miesza tryb życzący z oznajmującym. Dzięki temu zbliżeniu tekstu pisanego do mowy potocznej Kronika cieszyła się w Bizancjum dużą poczytnością, o czym świadczą liczne rękopisy, najwcześniejsze już z X wieku.
Z Kroniki Teofanesa korzystał potem Jerzy Mnich, a także w mniejszym stopniu Pseudo-Symeon, Jerzy Kedren, Jan Zonaras i Teodor Skutariota. Z polecenia cesarza Konstantyna VII powstała w X wieku kontynuacja dzieła Teofanesa tzw. Kontynuacja Teofanesa.
Kronika Teofanesa została przełożona w latach 873-875 na łacinę przez papieskiego bibliotekarza Anastazjusza, wraz z kronikami Jerzego Synkelosa i Nicefora Patriarchy tworząc Historię trójdzielną. Przekład jest w zasadzie dokładny, miejscami tylko zmieniony. Tłumacz dokonał sporych skrótów początkowej części dzieła do czasów panowania Justyniana, widocznie znanej skądinąd. Rzeczywiste tłumaczenie zaczyna się od rządów cesarza Justyna II, albo nawet Maurycjusza. Tłumacz słabo znał grekę, stąd sporo w przekładzie błędów i nieporozumień. Pomimo to przekład Anastazjusza, jako że opierał się na starszym od znanych obecnie rękopisie kroniki, nadal zachowuje pewną wartość naukową.

## Żywoty, wspomnienie
Najstarszy Żywot Teofanesa (Bios) napisał w połowie IX wieku patriarcha Metody (843-847). Stał się on wzorem dla wszystkich późniejszych jego żywotów. Anonimowy Żywot Teofanesa jest przypisywany Symeonowi Metafrestesowi. Życiorys świętego opracował mnich i zakrystianin kościoła pałacowego na Blachernach Nicefor Skeutofylaks. Z lat 929-950 pochodzi, stanowiący rodzaj prozaicznego szkicu do hymnu liturgicznego Żywot Teofanesa pióra nieznanego bliżej Teodora Protasekretisa, współczesnego cesarza Konstantyna Porfirogenety, który w De administrando imperii wspomina, że Teofanes był jego krewnym. Na podstawie Żywota Teodora powstało Życie Teofanesa w języku starosłowiańskim.
Wspomnienie liturgiczne świętego Teofana we Kościele katolickim obchodzone jest 12 marca, natomiast Cerkiew prawosławna wspomina wyznawcę Teofana 12/25 marca, tj. 25 marca według kalendarza gregoriańskiego.